# AGM-136 Tacit Rainbow
Die AGM-136 Tacit Rainbow war ein von der US Air Force initiiertes Projekt des Unternehmens Northrop Grumman für eine intelligente Drohne, die gegen bodengestützte Radarverteidigung eingesetzt werden sollte. Die Drohne sollte entweder von einem Trägerflugzeug aus der Luft oder vom Boden (MLRS-Raketenwerfer) aus gestartet werden, um anschließend mittels eingespeicherter Koordinaten und einem Navigationssystem selbständig in das vorgegebene Zielgebiet zu fliegen. Im Zielgebiet angekommen, sollte die AGM-136 auf feindliche Radaremissionen warten und die Radarquelle angreifen und zerstören (Loitering Weapon). Die Taktik des Abschaltens der Radaranlagen wäre wirkungslos, denn die Drohne würde so lange das Zielgebiet überfliegen, bis die Radarquelle wieder geortet wird. Dadurch könnte die Flugabwehr im Gebiet für einige Zeit unterdrückt werden.
Aus Haushaltsgründen und aufgrund schlechter Leistungen von Northrop wurde das Programm 1991 eingestellt.